# Zorocrates unicolor
Espèce
Synonymes
- Chemmis unicolor Banks, 1901
- Zorocrates isolatus Gertsch & Davis, 1936

Zorocrates unicolor est une espèce d'araignées aranéomorphes de la famille des Zoropsidae.

## Distribution
Cette espèce se rencontre aux États-Unis en Arizona et au Texas et au Mexique dans les États du Sonora, de Chihuahua, de Durango, du Nuevo León, du Tamaulipas, de San Luis Potosí, de Guanajuato, du Michoacán, du Jalisco, de Mexico, d'Hidalgo, du Guerrero, 
d'Oaxaca et du Tabasco,.

## Description
Le mâle décrit par Platnick et Ubick en 2007 mesure 12 mm et la femelle 15 mm.

## Publication originale
- Banks, 1901 : Some spiders and other Arachnida from southern Arizona. Proceedings of the United States National Museum, vol. 23, p. 581-590 (texte intégral).